# David Bagés Domínguez
David Bagés Domínguez (Reus, 1966) és un actor català, conegut pels seus papers de Balló a La Riera, d'Amadeu Cabanilles a Nissaga de poder, de Joaquim Dalmau a Temps de silenci, de Calafell a L'un per l'altre i d'Albert Sindreu a Ventdelplà.

## Trajectòria
Va iniciar-se de ben jove en el teatre al Bravium Teatre i al Col·lectiu de Teatre La Vitxeta. Format a l'Institut del Teatre de Barcelona, va aconseguir popularitat per les seves participacions en sèries de televisió, en programes amb caràcter alternatiu i contracultural produïts per Televisió Espanyola i, posteriorment, també a Televisió de Catalunya, Antena 3, Cuatro i Telecinco. Ha treballat també en cinema i teatre, on ha destacat per les seves interpretacions a diverses obres, entre elles Mein Kampf, que li va valer el Premi Butaca al millor actor protagonista l'any 2000, el 2010 va repetir premi amb L'auca del senyor Esteve, i el 2022 amb el Premi Butaca al millor actor de repartiment per Macbeth, d'Eugen Ionescu. En els darrers anys ha estat lligat als Castellers de la Vila de Gràcia.

## Filmografia

### Televisió
- Plàstic (1989)
- Línia roja (1992)
- Estació d'enllaç (1995)
- Filumena Marturano (1995)
- La sucursal (1995)
- Nissaga de poder (1996)
- Laura (1998)
- Crims (2000)
- Andorra, entre el torb i la Gestapo (2000)
- Pagats per riure (2001)
- Cabell d'Àngel (2001)
- Plats bruts (2001)
- Jet Lag (2001)
- Temps de Silenci (2001-2002)
- El comisario (2002)
- Hospital Central (2003)
- Escuela de seducción (2004)
- L'un per l'altre (2003-2005)
- 4 arreplegats (2005)
- 7 días al desnudo (2005-2006)
- Los simuladores (2006)
- Génesis, en la mente del asesino (2007)
- 13 anys i un dia (2008)
- Lalola (2008)
- Ventdelplà (2007-2009)
- Los misterios de Laura (2009)
- Acusados (2010)
- Felipe y Letizia (2010)
- El crac (2014)
- La Riera (2010-2015)
- El cuerpo en llamas (2023)

### Cinema
- Rateta, rateta (1990)
- No et tallis ni un pèl (1992)
- Venid y vamos todos con flores amarillas (1995)
- Assumpte intern (1996)
- 1.150 kg (2003)
- El coronel Macià (2006)
- La nit que va morir l'Elvis (2010)
- Mar de plàstic (2011)
- Llops bruts (2016)
- Barcelona, nit d'hivern (2015)
- Vidas Bulgari's (2015)